# Svatohavelský kodex 359
Svatohavelský kodex 359 (německy, resp. latinsky Codex Sangallensis 359) je středověký hudební rukopis, vzniklý v letech 922 až 926 v St. Gallenu. Je uchován v místní klášterní knihovně. Jedná se o nejstarší plně zachovalé rukopisy gregoriánských zpěvů mešního propria zapsané současně v neumové a písmenné notaci, čímž sehrálo klíčovou roli při obnově gregoriánského chorálu.

## Obsah

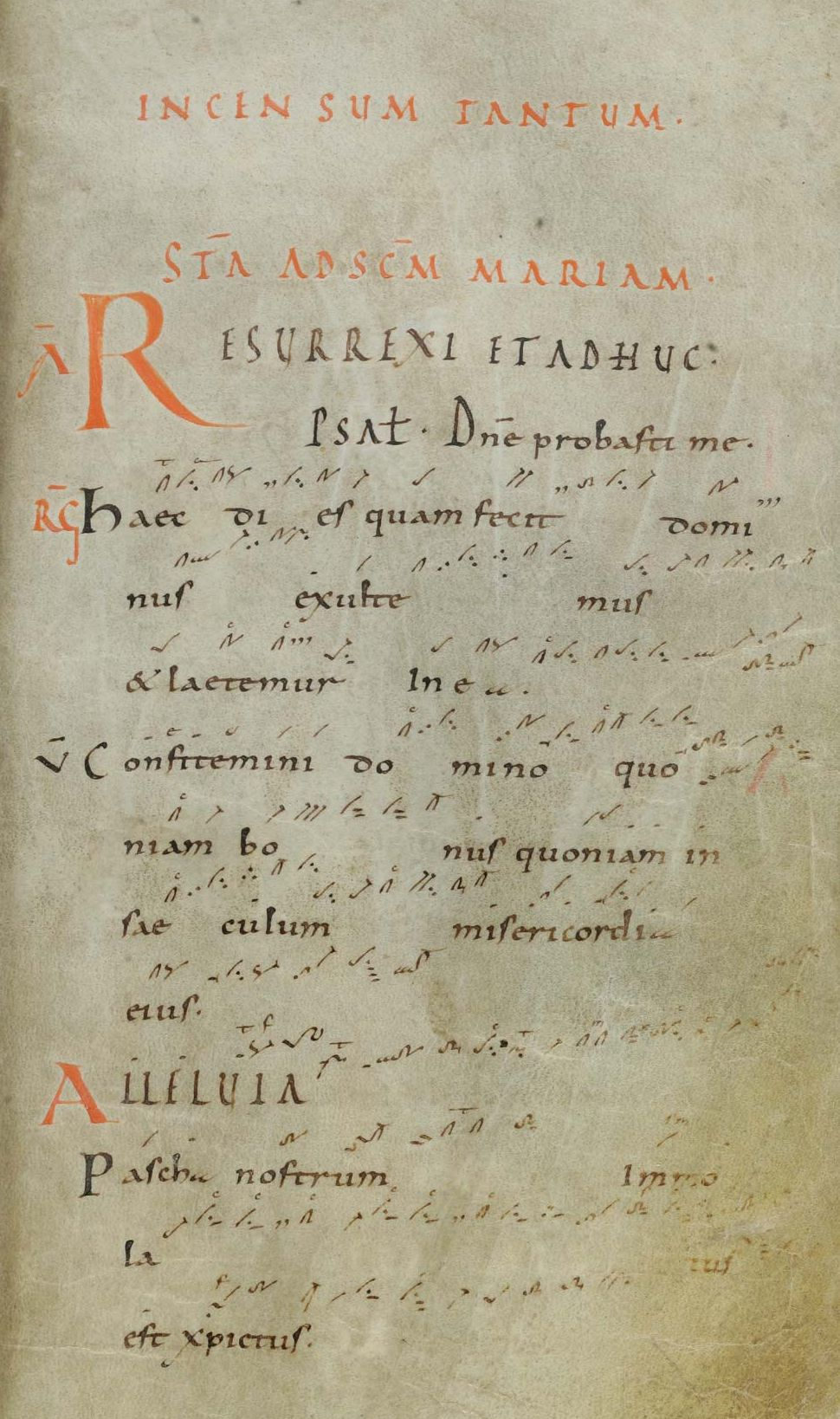
Velikonoční zpěvy s introitem Resurrexi, graduálem Haec dies, a aleluja Pascha nostrum

Dřevěná truhlička o rozměrech 28 cm x 12,5 cm zdobená slonovinovou tabulkou z pozůstalosti Karla Velikého obsahuje na 166 stran v podstatě středověkého mešního propria církevního roku a svátku svatých. Dále byly v 10. až 13. století připojeny některé hymny a chvalozpěvy. Kodex je od 24. května 2007 k nahlédnutí online ve virtuální knihovně freiburské knihovny.

## Dějiny
Svatohavelský kodex 359 byl znám již středověkým muzikologům, neboť se jedná o nejstarší známý rukopis úplného cantatoria. Sloužil kantorovi sólových zpěvů. Svatohavelský písař, učenec Ekhard IV., v klášterní kronice Casus Sancti Galli, kterou dočasně vedl, zmiňuje, že toto cantatorium má být uchováváno v klášterní bazilice na pultíku. Dendrochronologický výzkum prokázal, že velmi pravděpodobně pochází z doby opata Hartmanna po roce 922.
Benediktinští mniši z francouzského opatství svatého Petra v Solesmes, zejména pak zásluhou Doma Andrého Mocquereaua, porovnávali neumy Svatohavelského kodexu 359 s jinými rukopisy a podrobně je analyzovali. Díky tomu je dnes možné učinit správné a spolehlivé přepisy repertoáru k pěvecké interpretaci.